# Ciénaga Grande de Santa Marta

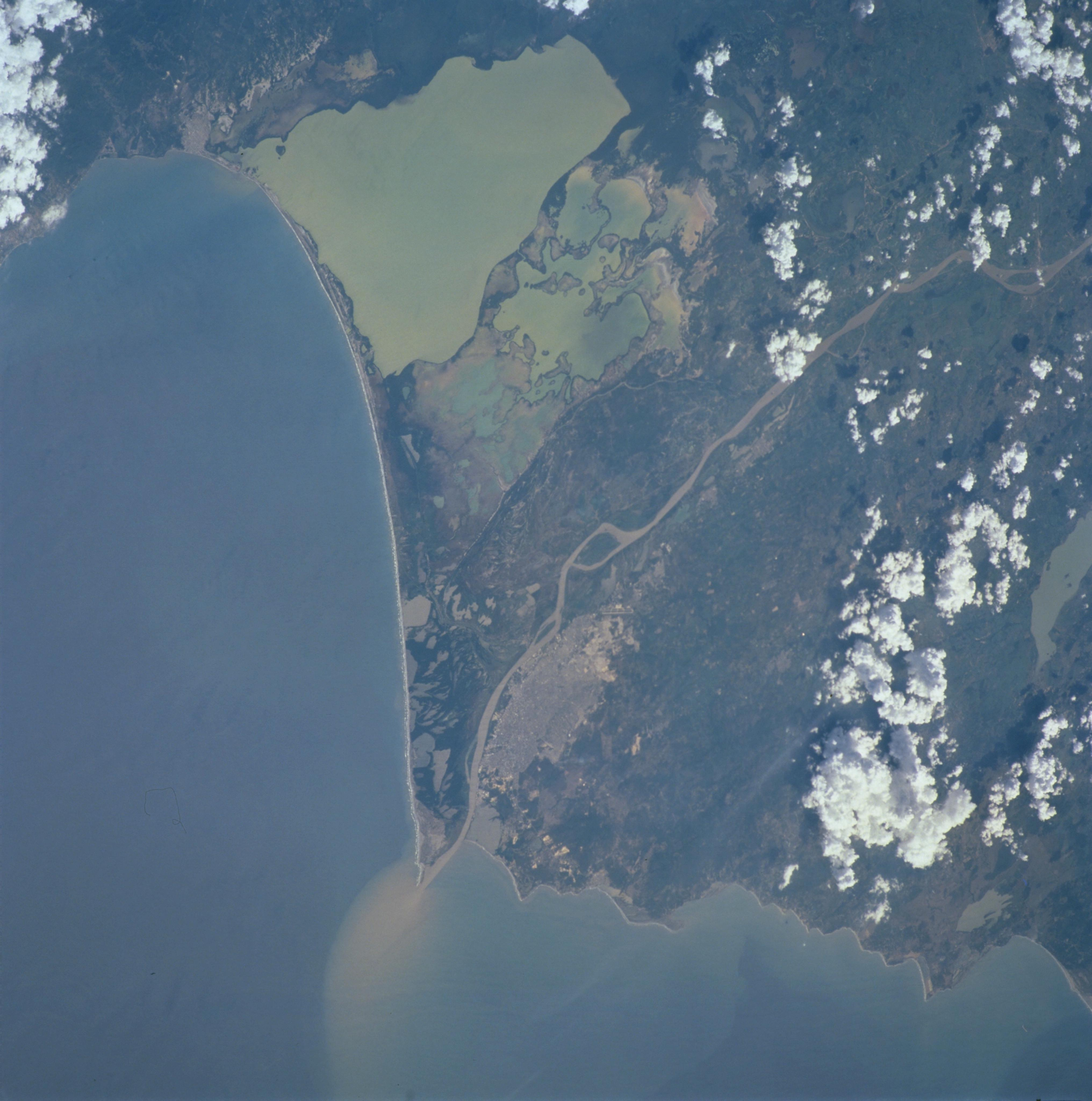
Ciénaga Grande de Santa Marta znajduje się u góry zdjęcia

Ciénaga Grande de Santa Marta – największe mokradło Kolumbii, leżące w jej północnej części. Od roku 2008 klasyfikowany przez BirdLife International jako Important Bird Area, jest także rezerwatem biosfery, prócz tego jest chroniony na mocy konwencji ramsarskiej. Znajduje się między rzeką Magdalena a pasmem górskim Sierra Nevada de Santa Marta.
Rezerwat Biosfery Ciénaga Grande de Santa Marta powstał w roku 1979. Całkowita jego powierzchnia wynosi 493 150 hektarów. Na jego obszarze znajduje się Park Isla de Salamanca. Część mokradła stanowią namorzyny, w których napotkać można rośliny z gatunków Rhizophora mangle (korzeniarowate) i Avicennia germinans (akantowate). Prócz tego mokradło i okolice porastają przedstawiciele Bursera simaruba (osoczynowate), brezylki garbarskie (Libidibia coriaria), Pachira quinata (ślazowate), Maclura tinctoria (morwowate) oraz Pithecelobium dulce (bobowate).

## Awifauna
Od roku 2008 Ciénaga Grande de Santa Marta klasyfikowane jest jako Important Bird Area. Na terenie tego mokradła występują m.in. skrzydłoszpony czarnoszyje (Chauna chavaria), sieweczki skąpopłetwe (Charadrius semipalmatus), brodźce plamiste (Actitis macularius), rybitwy małe (Sternula antillarum), kukawczyki małe (Coccycua pumila), miłki zielone (Lepidopyga goudoti) oraz tangarki sine (Thraupis glaucocolpa).